# دافيدي ديونيغي
دافيدي ديونيغي (بالإيطالية: Davide Dionigi)‏ هو مدرب كرة قدم ولاعب كرة قدم إيطالي في مركز الوسط، ولد في 10 يناير 1974 في ريدجو إميليا في إيطاليا. شارك مع منتخب إيطاليا تحت 18 سنة لكرة القدم ومنتخب إيطاليا تحت 21 سنة لكرة القدم. أما مع النوادي، فقد لعب مع إيه سي ميلان وفيورنتينا ونادي باري ونادي بياتشينزا ونادي تارانتو 1927 ونادي ترنانا ونادي تورينو ونادي ريجيانا 1919 ونادي ريجينا ونادي سامبدوريا ونادي سبيزيا ونادي كروتوني ونادي كومو ونادي مودينا ونادي نابولي.